# Samfundet Nordens Frihet

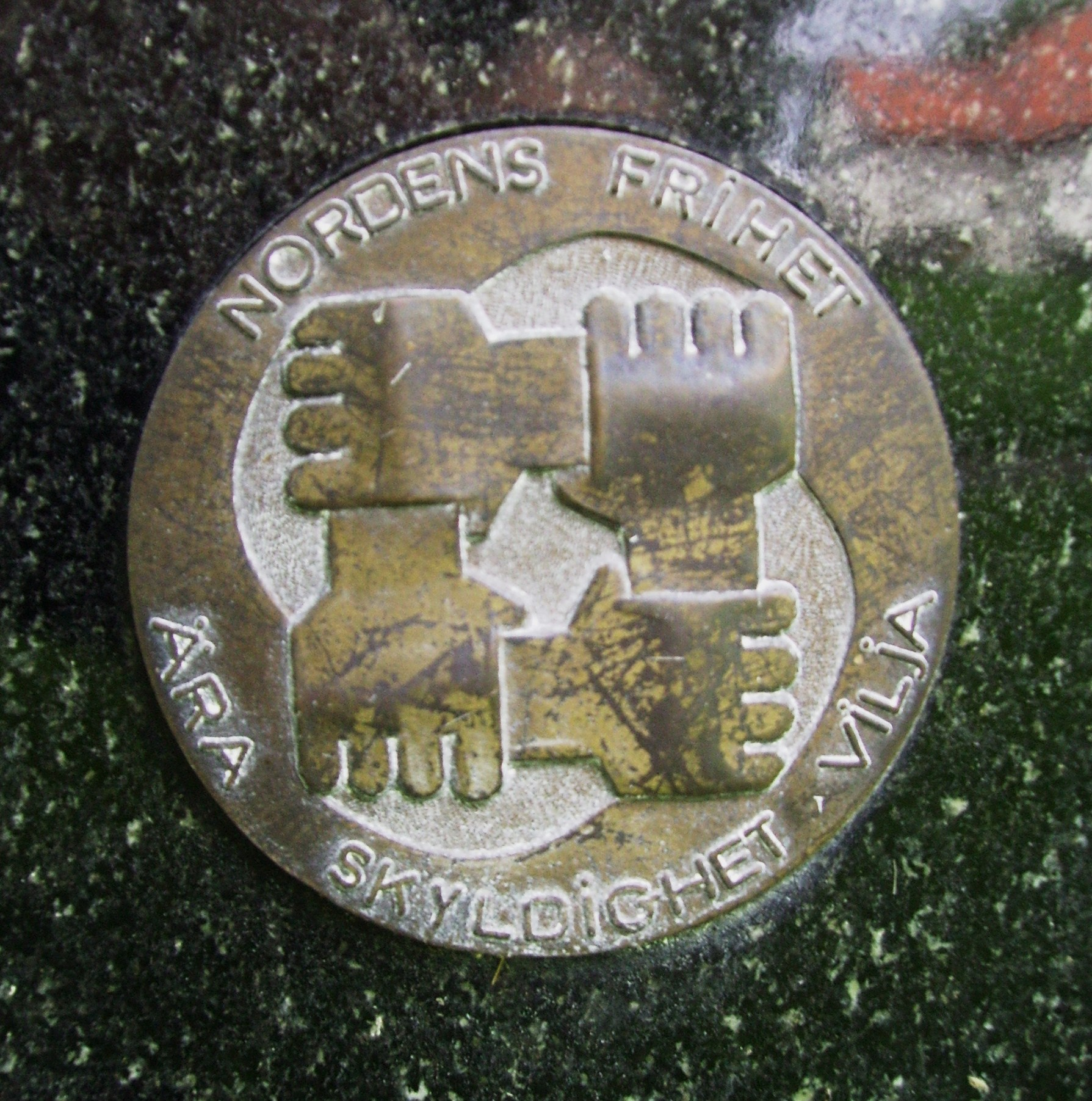
Minnesemblem på gravsten vid Vårdinge gamla kyrkogård med Georg Carl von Döbelns devis Ära Skyldighet Vilja.

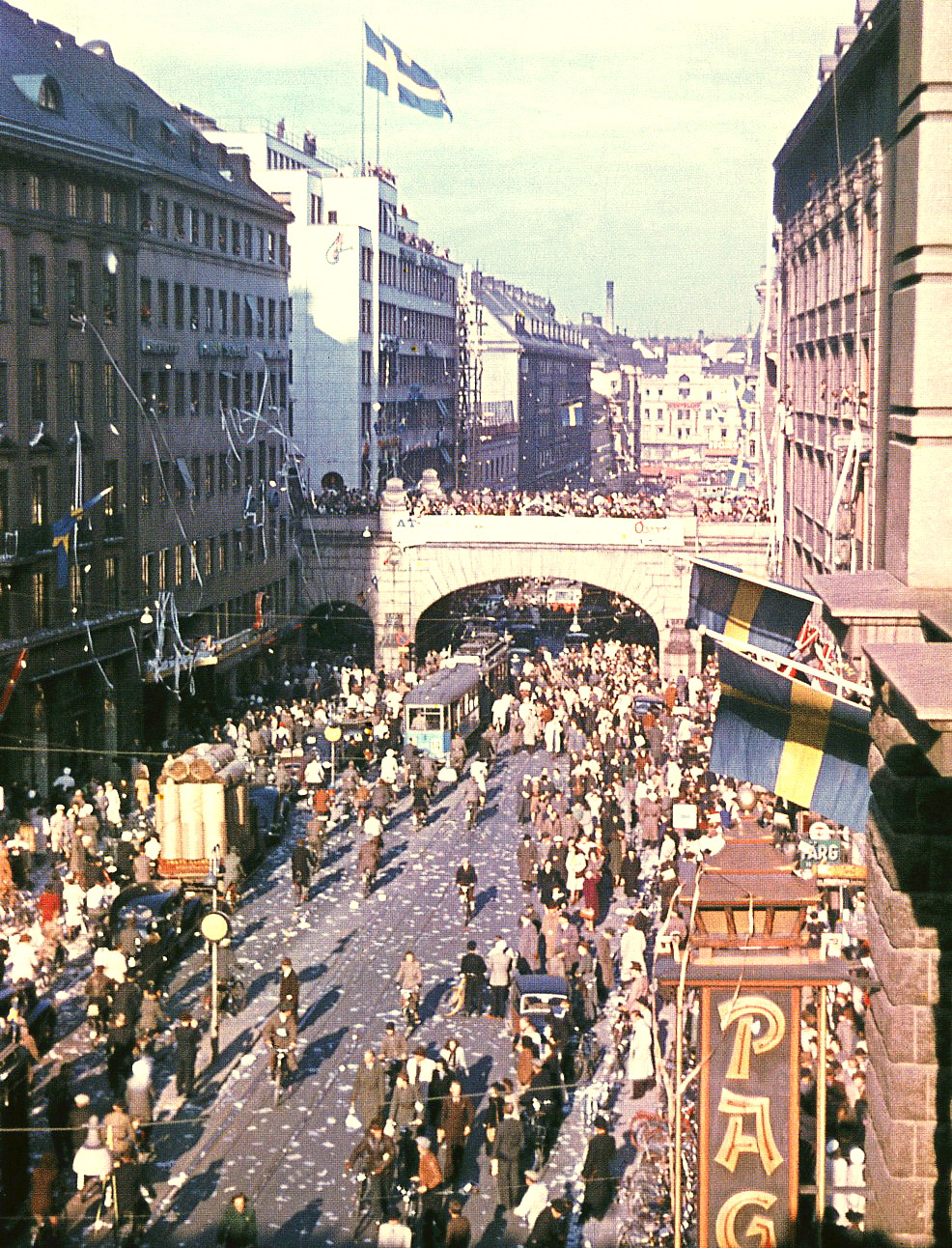
Samfundets redaktionslokal på Kungsgatan 27, Stockholm, till höger, fredsdagen 1945.

Samfundet Nordens Frihet var en svensk förening som bildades 2 december 1939 i syfte att verka för nordisk enighet under andra världskriget. Föreningen upplöstes 1946.

## Historik
Den 2 december samlades hos fil.lic. Gerhard Hafström i Villa Montebello på Norra Djurgården ett 20-tal personer, främst akademiker, som Andreas Lindblom, styresmannen för Nordiska museet och Skansen, Sigurd Curman, riksantikvarien, Nils Ahnlund, professorn i historia, och Magnus Dyrssen, överstelöjtnanten. Mötet räknas som Samfundet Nordens Frihets första sammankomst.
Samfundet var inledningsvis nära knutet till Finlandskommittén, som arbetade för att bistå Finland militärt med svenska frivilligkåren. Efter Tysklands ockupation av Norge och Danmark 1940, blev samfundet allt mera inställt på att Sverige borde gå in i kriget.
I politiskt avseende var Samfundet Nordens Frihet nationellt och demokratiskt, emot nazismen och kommunism.[källa behövs]

### Medlemmar
Som mest hade samfundet 250 medlemmar, bland dem flera framstående kulturpersonligheter. Nära 50 procent av dess medlemmar var akademiker inom de historiska disciplinerna, "kärntruppen bestod av medlemmar i högre seminariet i historia vid Stockholms Högskola".
Samfundet tillämpade medlemskap genom inval. Sigurd Curman var ordförande vid instiftandet, och Harald Wigforss var redaktör för samfundets tidning Nordens frihet. Övriga ledande personer inom samfundet inkluderade borgarrådet Yngve Larsson, Nils Ahnlund, Eli Heckscher, Karl-Gustaf Hildebrand, Nils Herlitz, Stig Jägerskiöld, K.G. Westman, Adolf Schück, Birger Steckzén, Sven Tunberg[källa behövs] och Andreas Lindblom. Larsson, Ahnlund och Lindblom var medlemmar av styrelsen under hela den tid samfundet existerade.

### Utmärkelser
Bland samfundets styrelseledamöter mottog flera den norska utmärkelsen Sankt Olavs Orden:
- Gustaf Aulén, storkors, 1946
- Yngve Larsson, kommendör med stjärna, 1946
- Knut Petersson, kommendör, 1946
- Henning Throne-Holst, kommendör